# 汪霖
汪霖（1419年—？），字潤夫，直隸廬州府六安州人，民籍，明朝政治人物。進士出身。

## 生平
應天府鄉試第七十八名。景泰五年（1454年）甲戌科會試第四十五名，殿試登進士第二甲第一百一十四名。

## 家族
曾祖汪景道，曾任知縣。祖父汪克敬。父亲汪洪，曾任訓導。